# Family Reunion: A Relative Nightmare
Family Reunion: A Relative Nightmare (no Brasil: Minha Família é Demais) é um filme estadunidense de 1995, do género comédia. É dirigido por Neal Israel.

## Sinopse
Na festa de aniversário em comemoração ao centenário de uma simpática senhora, a família se reúne para participar de uma já tradicional maratona esportiva, o que só aumenta a rivalidade entre os membros. Neste ano, quem perder a maratona, ganha a guarda da vovó.

## Elenco
- Melissa Joan Hart ... Samantha
- Jason Marsden ... Billy Dooley
- David L. Lander ... Various Jamesons
- Romy Windsor ... Grace Dooley
- Marcia Strassman ... Margaret McKenna
- Susan French ... Meema
- Jo Anne Worley ... Aunt Kate
- Dody Goodman ... Grandma Dotty Dooley
- Peter Billingsley ... Mark McKenna Jr.
- Gerrit Graham ... Mark McKenna Sr.
- Meghann Haldeman ... Connie Dooley
- Sara Rue ... Jacquelyn
- Joe Flaherty ... Kevin Dooley
- Alley Mills ... Portia
- Norman Fell ... Grandpa Joe Dooley
- Elisabeth Fourmont ... Amber Dooley
- Tyler Kuhn ... Greg Dooley
- Colt Clark ... Josh Dooley
- Shannon Woodward ... Leigh Dooley
- Michael Kearney ... Shelly Dooley
- Andie Karvelis ... Raffiella
- David Sollberg ... Daryl Jameson
- James Evangelatos ... balonista
- Kent Lindsey ... Guard at Jail
- Adele Zales ... Avó de Greg